# Tatsuya Yamaguchi
Tatsuya Yamaguchi (født 9. februar 2000) er en japansk fodboldspiller, som spiller for den japanske fodboldklub Gamba Osaka.